# 井出鉄蔵
井出 鉄蔵（いで てつぞう、1886年（明治19年）8月12日 - 1946年（昭和21年）10月30日）は、大日本帝国陸軍軍人。最終階級は陸軍中将。

## 経歴
1886年（明治19年）に東京府で生まれた。陸軍士官学校第21期、陸軍大学校第29期卒業。イギリス駐在を経て、1929年（昭和4年）3月に陸軍輜重兵中佐に進級し、1931年（昭和6年）6月にインド駐箚武官に就任した。1932年（昭和7年）8月に陸軍輜重兵大佐に進級し、1933年（昭和8年）6月29日に参謀本部附を経て、8月1日に輜重兵第1大隊長に就任し、1936年（昭和11年）3月に第19師団参謀長に転じた。
1937年（昭和12年）8月2日に陸軍少将進級と同時に輜重兵監部附となり、1938年（昭和13年）7月に陸軍自動車学校長に就任した。1939年（昭和14年）3月9日に輜重兵監に就任し、10月2日に陸軍中将に進級した。1940年（昭和15年）10月に第32師団長（北支那方面軍・第12軍）に親補され日中戦争に出動。第12軍の中核師団として山東省西方で守備に任じ、第一次魯南剿共作戦、第二次魯南剿共作戦、魯中作戦、東平湖西方作戦などを連戦した。1942年（昭和17年）10月8日に参謀本部附となり、11月2日に予備役に編入された。
1947年（昭和22年）11月28日、公職追放仮指定を受けた。

## 栄典
勲章等
- 1940年（昭和15年）8月15日 - 紀元二千六百年祝典記念章[5]